# Haplochromis adolphifrederici
Haplochromis adolphifrederici är en fiskart som först beskrevs av Boulenger, 1914.  Haplochromis adolphifrederici ingår i släktet Haplochromis och familjen Cichlidae. Inga underarter finns listade i Catalogue of Life.